# Kassenanordnung
Die Kassenanordnung ist im Verlaufe des  Haushaltsvollzugs die Anordnung der Fachverwaltung an die zuständige Kassenstelle (Grundsatz der Einheitskasse), Zahlungen anzunehmen (Annahmeanordnung) oder zu leisten (Auszahlungsanordnung) sowie im Kassenbuch zu buchen. Darüber hinaus veranlasst die Kassenanordnung auch die Buchführung über die Annahme und Ausgabe von Wertgegenständen.
In der Regel unterzeichnen zwei Personen eine Kassenanordnung. Eine Unterschrift bestätigt im Rahmen der Rechnungsprüfung die sachliche und rechnerische Richtigkeit, ob die Zahlung dem Grund und der Höhe nach richtig ist. Eine weitere Person gibt die Anordnung zur Durchführung. Dieser Person muss vom Behördenleiter eine Anordnungsbefugnis erteilt worden sein. Nur wenn eine anordnungsbefugte Person unterschrieben hat, darf die Kasse die Zahlung leisten.
Sinn dieser Trennung ist das Vier-Augen-Prinzip. Es soll ausgeschlossen werden, dass die Kasse Zahlungen, auch zu eigenen Gunsten, leistet, ohne dass dafür ein Grund vorliegt. Die Rechtsgrundlage dafür ist beispielsweise im deutschen Kommunalrecht in den länderspezifischen Gemeindekassenverordnungen verankert.
Kassenanordnungen werden in drei Gruppen unterteilt:
- Einzelanordnungen
- Sammelanordnungen
- Daueranordnungen.

Ferner werden sie nach Art der Geschäftsvorfälle gegliedert in:
- Zahlungsanordnungen (Einzahlungen und Auszahlungen)
- Buchungsanordnung (Buchungen ohne Änderung des Finanzmittelbestandes)
- Ein- und Auslieferungsanordnung (Annahme und Ausgabe von verwahrten Sachobjekten)